# Електросталь (станція)
Електросталь (рос. Электросталь) — залізнична станція Горьківського напрямку Московської залізниці у місті Електросталь Московська область, Росія. Знаходиться на тупиковому відгалуженні Фрязево — Захарово. Входить до складу Московсько-Курського центру організації роботи залізничних станцій ДЦС-1 Московської дирекції управління рухом. За основним застосуванням є вантажною, за обсягом роботи віднесена до 3 класу (раніше — 4 класу).
Час руху поїзда з Москва-Пасажирська-Курська — близько 1 години 20 хвилин.
Станція є проміжною для 19 пар поїздів щодня. На ній відбувається схрещення зустрічних електропоїздів, прямуючих за маршрутом Москва-Пасажирська-Курська — Захарово.
Не обладнана турнікетами.
До складу станції входять два парки: парк Металург з платформою Металург і парк Електросталь з однойменною платформою. По всій довжині станції пролягають два головні колії, але в горловині в сторону Ногінська вони сходяться в одну головну колію, лінія перетворюється на одноколійну.
На північ від станції розташований металургійний завод «ЕЗТМ», до якого прокладено під'їзні колії.